# ماثيو نيوتن
ماثيو نيوتن (بالإنجليزية: Matthew Newton)‏ هو كاتب سيناريو ومخرج وممثل أسترالي، ولد في 22 يناير 1977 في أستراليا.

## وصلات خارجية
- ماثيو نيوتن على موقع IMDb (الإنجليزية)
- ماثيو نيوتن على موقع ميوزك برينز (الإنجليزية)
- ماثيو نيوتن على موقع قاعدة بيانات الفيلم (الإنجليزية)